# Guido iz Arezza
Guido iz Arezza (tudi Guido Aretinus,  Guido Areški, Guido Monaco), italijanski glasbenik, menih in pedagog, * okrog 992, † 17. maj? 1050) 
Obravnavan je kot izumitelj (sodobne) konvencionalne glasbene notacije, ki je nadomestila nevmatsko notacijo. Njegovo besedilo »Micrologus« je bila druga najbolj razširjena srednjeveška razprava o glasbi (za spisi Boecija).
Guido je bil menih benediktinskega reda v italijanskem mestu Arezzo. Sodobne raziskave so določile datum nastanka spisov Micrologus v leto 1025 ali 1026. Njegova poklicna pot se je začela v samostanu v Pomposi blizu Ferrare. Opazil je, kako so si pevci s težavo zapomnili melodije gregorijanskega korala - in poiskal rešitve, poleg črtne notacije tudi solmizacijo (do-re-mi...). Zaradi inovacij je kmalu zaslovel po vsej severni Italiji, hkrati pa si je nakopal sovražnost ostalih menihov, zato so ga poslali v Arezzo. V Arezzu ni bilo opatije, kljub temu pa je mesto premoglo veliko število pevcev, ki so bili potrebni vaje. Okrog leta 1028 ga je v Rim povabil tudi papež Janez XIX, o njegovem kasnejšem življenju pa ni mnogo znanega.
Guido iz Arezza je tudi izvorno ime računalniškega formata za zapisovanje glasbe GUIDO Music Notation.